# Bahnstrecke Paris–Mulhouse
| SNCF B 82500 bei der Fahrt über das Viadukt von Longueville |                                                                                               |                                                                  |                                                                  |
| Verlauf der Bahnstrecke Paris-Mulhouse |                                                                                               |                                                                  |                                                                  |
| Streckennummer (SNCF): | 001 000                                                                                       |                                                                  |                                                                  |
| Kursbuchstrecke (SNCF): | 171 und 172                                                                                   |                                                                  |                                                                  |
| Streckenlänge: | 491,036 km                                                                                    |                                                                  |                                                                  |
| Spurweite: | 1435 mm (Normalspur)                                                                          |                                                                  |                                                                  |
| Stromsystem: | Paris-Est–Nogent-sur-Seine Culmont-Chalindrey–Abzw Chaudenay Belfort–Mülhausen: 25 kV 50 Hz ~ |                                                                  |                                                                  |
| Streckengeschwindigkeit: | 160 km/h                                                                                      |                                                                  |                                                                  |
| Zweigleisigkeit: | durchgehend (Noisy-le-Sec–Nogent-Le Perreux viergleisig)                                      |                                                                  |                                                                  |
| |                                                                                               |                                                                  |                                                                  |
| \| \| \| RER E von Haussmann – Saint-Lazare \| \| \| \| 0,0 \| Paris-Est \| Paris-Est \| \| \| \| \| \| \| \| 1,5 \| Abzw. von Saint-Lazare \| Abzw. von Saint-Lazare \| \| \| \| Rosa Parks \| \| \| \| 2,5 \| Raccordement d’Est-Ceinture \| Raccordement d’Est-Ceinture \| \| \| 2,6 \| Petite Ceinture \| Petite Ceinture \| \| \| 3,2 \| Canal Saint-Denis (36 m) \| Canal Saint-Denis (36 m) \| \| \| \| Bahnstrecke La Plaine–Pantin von La Plaine \| \| \| \| 4,5 \| Pantin \| Pantin \| \| \| 7,1 \| Canal de l’Ourcq (30 m) \| Canal de l’Ourcq (30 m) \| \| \| \| Grande Ceinture v. Versailles-Chantiers \| \| \| \| \| Bahnstrecke Bobigny–Sucy-Bonneuil von Bonneuil \| \| \| \| 8,9 \| Noisy-le-Sec \| Noisy-le-Sec \| \| \| \| Bahnstrecke Paris–Strasbourg nach Strasbourg \| \| \| \| \| Abzw. Noisy-le-Sec-Nord \| \| \| \| 11,2 \| Rosny – Bois-Perrier \| Rosny – Bois-Perrier \| \| \| 12,6 \| Rosny-sous-Bois \| Rosny-sous-Bois \| \| \| 14,5 \| Val-de-Fontenay \| Val-de-Fontenay \| \| \| \| RER A \| \| \| \| 16,2 \| Nogent – Le Perreux \| Nogent – Le Perreux \| \| \| 16,9 \| Viaduc de Nogent Marne (463 m) \| Viaduc de Nogent Marne (463 m) \| \| \| 17,5 \| nach Versailles-Chantiers \| nach Versailles-Chantiers \| \| \| 18,4 \| Les Boullereaux – Champigny \| Les Boullereaux – Champigny \| \| \| 18,8 \| Bahnstrecke Bobigny–Sucy-Bonneuil n. Bobigny \| Bahnstrecke Bobigny–Sucy-Bonneuil n. Bobigny \| \| \| 20,5 \| Abzw. Bry-sur-Marne Nord \| Abzw. Bry-sur-Marne Nord \| \| \| 20,7 \| Villiers-sur-Marne – Le Plessis-Trévise \| Villiers-sur-Marne – Le Plessis-Trévise \| \| \| 23,8 \| Les Yvris – Noisy-le-Grand \| Les Yvris – Noisy-le-Grand \| \| \| 27,2 \| Émerainville – Pontault-Combault \| Émerainville – Pontault-Combault \| \| \| 29,8 \| Roissy-en-Brie \| Roissy-en-Brie \| \| \| 34,2 \| Ozoir-la-Ferrière \| Ozoir-la-Ferrière \| \| \| 38,3 \| Gretz-Armainvilliers \| Gretz-Armainvilliers \| \| \| \| Bahnstrecke Gretz-Armainvilliers–Sézanne nach Sézanne \| \| \| \| \| LGV Interconnexion Est \| \| \| \| 43,9 \| Villepatour – Presles \| Villepatour – Presles \| \| \| 48,5 \| Ozouer-le-Voulgis \| Ozouer-le-Voulgis \| \| \| 49,8 \| Yerres (30 m) \| Yerres (30 m) \| \| \| 52,2 \| Bahnstrecke Paris-Bastille–Marles-en-Brie von Paris-Bastille \| Bahnstrecke Paris-Bastille–Marles-en-Brie von Paris-Bastille \| \| \| 52,4 \| Verneuil-l’Étang \| Verneuil-l’Étang \| \| \| \| Bahnstrecke Paris-Bastille-Marles-en-Brie nach Marles-en-Brie \| \| \| \| 58,3 \| Mormant \| Mormant \| \| \| 62,4 \| Grandpuits-Bagneux \| Grandpuits-Bagneux \| \| \| 64,8 \| Grandpuits \| Grandpuits \| \| \| 69,3 \| Nangis \| Nangis \| \| \| 73,2 \| Rampillon \| Rampillon \| \| \| 79,7 \| Maison-Rouge-en-Brie \| Maison-Rouge-en-Brie \| \| \| 85,5 \| Tunnel des Bouchots (105 m) \| Tunnel des Bouchots (105 m) \| \| \| 87,3 \| Viaduc de Besnard Voulzie (451 m) \| Viaduc de Besnard Voulzie (451 m) \| \| \| \| Bahnstrecke Longueville–Esternay von Provins \| \| \| \| 88,2 \| Longueville \| Longueville \| \| \| 93,0 \| Chalmaison \| Chalmaison \| \| \| 93,5 \| Bahnstrecke Flamboin-Gouaix–Montereau von Montereau \| Bahnstrecke Flamboin-Gouaix–Montereau von Montereau \| \| \| 95,1 \| Flamboin-Gouaix \| Flamboin-Gouaix \| \| \| 99,5 \| Hermé \| Hermé \| \| \| 104,3 \| Melz \| Melz \| \| \| 106,4 \| Resson (34 m) \| Resson (34 m) \| \| \| 110,4 \| Nogent-sur-Seine \| Nogent-sur-Seine \| \| \| 113,3 \| Pont de Bernières Seine (71 m) \| Pont de Bernières Seine (71 m) \| \| \| 116,1 \| Marnay-sur-Seine \| Marnay-sur-Seine \| \| \| 118,9 \| Pont-sur-Seine \| Pont-sur-Seine \| \| \| 121,9 \| Crancey \| Crancey \| \| \| 128,0 \| Bahnstrecke Mézy–Romilly-sur-Seine von Mézy \| Bahnstrecke Mézy–Romilly-sur-Seine von Mézy \| \| \| 128,7 \| Romilly-sur-Seine \| Romilly-sur-Seine \| \| \| 131,4 \| Bahnstrecke Oiry-Mareuil–Romilly-sur-Seine nach Sézanne \| Bahnstrecke Oiry-Mareuil–Romilly-sur-Seine nach Sézanne \| \| \| 133,1 \| Maizières-la-Grande-Paroisse \| Maizières-la-Grande-Paroisse \| \| \| 138,3 \| Châtres \| Châtres \| \| \| 140,6 \| Mesgrigny-Méry \| Mesgrigny-Méry \| \| \| 143,4 \| Vallant-Saint-Georges \| Vallant-Saint-Georges \| \| \| 147,0 \| Saint-Mesmin \| Saint-Mesmin \| \| \| 151,2 \| Savières \| Savières \| \| \| 154,4 \| Payns \| Payns \| \| \| 157,4 \| Saint-Lyé \| Saint-Lyé \| \| \| 160,7 \| Barberey-Saint-Sulpice \| Barberey-Saint-Sulpice \| \| \| 164,0 \| Bahnstrecke Coolus–Sens von Sens \| Bahnstrecke Coolus–Sens von Sens \| \| \| 164,0 \| Bahnstrecke Coolus–Sens nach Châlons \| Bahnstrecke Coolus–Sens nach Châlons \| \| \| 166,1 \| Troyes \| Troyes \| \| \| 169,8 \| Bahnstrecke Saint-Julien–Gray nach Gray \| Bahnstrecke Saint-Julien–Gray nach Gray \| \| \| 169,8 \| Bahnstrecke Troyes–Brienne-le-Château n. Brienne-le-Château \| Bahnstrecke Troyes–Brienne-le-Château n. Brienne-le-Château \| \| \| 170,5 \| Bahnstrecke St-Julien–St-Florentin-Vergigny nach St-Florentin \| Bahnstrecke St-Julien–St-Florentin-Vergigny nach St-Florentin \| \| \| 174,7 \| Rouilly-Saint-Loup \| Rouilly-Saint-Loup \| \| \| 177,6 \| Montaulin \| Montaulin \| \| \| 181,9 \| Lusigny \| Lusigny \| \| \| 188,4 \| Montiéramey \| Montiéramey \| \| \| 193,0 \| La Villeneuve-au-Chêne \| La Villeneuve-au-Chêne \| \| \| 198,9 \| Vendeuvre (Aube) \| Vendeuvre (Aube) \| \| \| 204,7 \| Vauchonvilliers–Maison-des-Champs \| Vauchonvilliers–Maison-des-Champs \| \| \| \| Bahnstrecke Jessains–Sorcy von Brienne-le-Château \| \| \| \| 209,9 \| Jessains \| Jessains \| \| \| 215,4 \| Arsonval-Jaucourt \| Arsonval-Jaucourt \| \| \| 220,6 \| Bar-sur-Aube \| Bar-sur-Aube \| \| \| 228,2 \| Bayel \| Bayel \| \| \| 233,6 \| Clairvaux \| Clairvaux \| \| \| 239,1 \| Maranville \| Maranville \| \| \| \| Bahnstrecke Chaumont–Châtillon-sur-Seine von Châtillon \| \| \| \| 249,5 \| Bricon \| Bricon \| \| \| 256,8 \| Villiers-le-Sec \| Villiers-le-Sec \| \| \| 258,0 \| Bahnstrecke Blesme-Haussignémont–Chaumont von St-Dizier \| Bahnstrecke Blesme-Haussignémont–Chaumont von St-Dizier \| \| \| 260,7 \| Viadukt von Chaumont (650 m) \| Viadukt von Chaumont (650 m) \| \| \| 261,8 \| Chaumont \| Chaumont \| \| \| 269,9 \| Luzy-sur-Marne \| Luzy-sur-Marne \| \| \| 273,4 \| Foulain \| Foulain \| \| \| 276,3 \| Marne (17 m) \| Marne (17 m) \| \| \| \| \| \| \| \| 277,1 \| Tunnel de la Pommeraie (252 m) \| Tunnel de la Pommeraie (252 m) \| \| \| 277,5 \| Viaduc de la Pommeraie Champagne/Bourgogne (73 m) \| Viaduc de la Pommeraie Champagne/Bourgogne (73 m) \| \| \| 277,6 \| Marne (16 m) \| Marne (16 m) \| \| \| 277,6 \| Tunnel de Marnay (263 m) \| Tunnel de Marnay (263 m) \| \| \| \| \| \| \| \| 280,6 \| Vesaignes-sur-Marne \| Vesaignes-sur-Marne \| \| \| 286,4 \| Rolampont \| Rolampont \| \| \| 291,8 \| Humes \| Humes \| \| \| 292,0 \| Marne (22 m) \| Marne (22 m) \| \| \| 293,3 \| Marne (24 m) \| Marne (24 m) \| \| \| 294,4 \| Rangierbahnhof Jorquenay \| Rangierbahnhof Jorquenay \| \| \| 295,7 \| Bahnstrecke Langres–Andilly von Andilly-en-Bassigny \| Bahnstrecke Langres–Andilly von Andilly-en-Bassigny \| \| \| 296,6 \| Bahnstrecke Poinson-Beneuvre–Langres v. Poinson-Beneuvre \| Bahnstrecke Poinson-Beneuvre–Langres v. Poinson-Beneuvre \| \| \| 296,9 \| Langres \| Langres \| \| \| 299,1 \| Marne (8 m) \| Marne (8 m) \| \| \| 299,2 \| Canal entre Champagne et Bourgogne (24 m) \| Canal entre Champagne et Bourgogne (24 m) \| \| \| 303,7 \| Tunnel de Culmont (1320 m) \| Tunnel de Culmont (1320 m) \| \| \| 307,6 \| Culmont-Chalindrey \| Culmont-Chalindrey \| \| \| 307,9 \| Bahnstrecke Culmont-Chalindrey–Gray nach Gray \| Bahnstrecke Culmont-Chalindrey–Gray nach Gray \| \| \| 307,9 \| Bahnstrecke Is-sur-Tille–Culmont-Chalindrey von Dijon \| Bahnstrecke Is-sur-Tille–Culmont-Chalindrey von Dijon \| \| \| 310,3 \| Tunnel de Torcenay (1115 m) \| Tunnel de Torcenay (1115 m) \| \| \| 311,6 \| Bahnstrecke Culmont-Chalindrey–Toul nach Toul \| Bahnstrecke Culmont-Chalindrey–Toul nach Toul \| \| \| 311,8 \| Chaudenay \| Chaudenay \| \| \| 314,5 \| Viaduc des Joncs (102 m) \| Viaduc des Joncs (102 m) \| \| \| 323,4 \| Hortes \| Hortes \| \| \| 317,2 \| Viaduc des Hortes (210 m) \| Viaduc des Hortes (210 m) \| \| \| 320,6 \| Viaduc de l’Amance (33 m) \| Viaduc de l’Amance (33 m) \| \| \| 323,4 \| Charmoy-Fayl-Billot \| Charmoy-Fayl-Billot \| \| \| 327,6 \| La Ferté-sur-Amance \| La Ferté-sur-Amance \| \| \| 335,7 \| Vitrey-Vernois \| Vitrey-Vernois \| \| \| 338,7 \| Bahnstrecke Vitrey-Vernois–Bourbonne-les-Bains n. Bourbonne \| Bahnstrecke Vitrey-Vernois–Bourbonne-les-Bains n. Bourbonne \| \| \| 342,6 \| Barges-Cemboing \| Barges-Cemboing \| \| \| 343,9 \| Amance (37 m) \| Amance (37 m) \| \| \| \| Bahnstrecke Jussey–Darnieulles-Uxegney nach Darnieulles \| \| \| \| 346,4 \| Jussey \| Jussey \| \| \| 347,8 \| Saône (92 m) \| Saône (92 m) \| \| \| 353,5 \| Montureux-lès-Baulay \| Montureux-lès-Baulay \| \| \| \| Chantier de Créosotage (1938–?; Bahnschwellenbau)[1] \| \| \| \| 360,5 \| Port-d’Atelier-Amance \| Port-d’Atelier-Amance \| \| \| \| Bahnstrecke Aillevillers–Port-d’Atelier-Amance nach Aillevillers \| \| \| \| 363,6 \| Lanterne (90 m) \| Lanterne (90 m) \| \| \| 369,1 \| Port-sur-Saône \| Port-sur-Saône \| \| \| 372,1 \| Grattery \| Grattery \| \| \| 375,7 \| Durgeon (50 m) \| Durgeon (50 m) \| \| \| 377,0 \| Bahnstrecke Vaivre–Gray von Gray \| Bahnstrecke Vaivre–Gray von Gray \| \| \| 376,8 \| Vaivre \| Vaivre \| \| \| \| PSA Vesoul \| \| \| \| 380,9 \| Vesoul \| Vesoul \| \| \| \| Bahnstrecke Besançon-Viotte–Vesoul nach Besançon \| \| \| \| 385,6 \| Durgeon (21 m) \| Durgeon (21 m) \| \| \| 387,7 \| Durgeon (24 m) \| Durgeon (24 m) \| \| \| 388,2 \| Colombier \| Colombier \| \| \| 394,4 \| Creveney-Saulx \| Creveney-Saulx \| \| \| 401,4 \| Tunnel de Genevreuille (621 m) \| Tunnel de Genevreuille (621 m) \| \| \| 409,4 \| Genevreuille \| Genevreuille \| \| \| 409,7 \| Bahnstrecke Blainville-Damelevières–Lure von Épinal \| Bahnstrecke Blainville-Damelevières–Lure von Épinal \| \| \| 410,0 \| Bahnstrecke Montbozon–Lure von Villersexel \| Bahnstrecke Montbozon–Lure von Villersexel \| \| \| 410,9 \| Lure \| Lure \| \| \| 413,6 \| Ognon (24 m) \| Ognon (24 m) \| \| \| 421,1 \| Ronchamp \| Ronchamp \| \| \| 427,2 \| Champagney \| Champagney \| \| \| 428,3 \| Rahin (27 m) \| Rahin (27 m) \| \| \| 429,0 \| Tunnel de la Challière (250 m) \| Tunnel de la Challière (250 m) \| \| \| 435,8 \| Bas-Évette \| Bas-Évette \| \| \| 435,7 \| Bahnstrecke Bas-Évette–Giromagny nach Giromagny \| Bahnstrecke Bas-Évette–Giromagny nach Giromagny \| \| \| 436,2 \| Évette (5 m) \| Évette (5 m) \| \| \| 438,8 \| Valdoie \| Valdoie \| \| \| 440,9 \| Trois-Chênes \| Trois-Chênes \| \| \| 442,6 \| Belfort \| Belfort \| \| \| \| Bahnstrecke Dole–Belfort nach Dole \| \| \| \| 443,9 \| Savoureuse (25 m) \| Savoureuse (25 m) \| \| \| 444,2 \| Bahnstrecke Belfort–Delle nach Delle \| Bahnstrecke Belfort–Delle nach Delle \| \| \| 448,4 \| Chèvremont \| Chèvremont \| \| \| 451,8 \| Bourbeuse (16 m) \| Bourbeuse (16 m) \| \| \| \| Abzw. von Petit-Croix zur LGV Rhin-Rhône \| \| \| \| 454,2 \| Petit-Croix \| Petit-Croix \| \| \| \| Frankreich / Deutschland (1871–1918) \| \| \| \| 456,7 \| Montreux-Vieux \| Montreux-Vieux \| \| \| 459,5 \| Valdieu \| Valdieu \| \| \| 463,5 \| Largue (450 m) \| Largue (450 m) \| \| \| \| Bahnstrecke Dannemarie–Pfetterhouse von Pfetterhouse \| \| \| \| 464,9 \| Dannemarie \| Dannemarie \| \| \| 466,0 \| Viaduc de Ballersdorf (350 m) \| Viaduc de Ballersdorf (350 m) \| \| \| 467,5 \| Ballersdorf \| Ballersdorf \| \| \| 473,2 \| Bahnstrecke Altkirch–Ferrette von Ferrette \| Bahnstrecke Altkirch–Ferrette von Ferrette \| \| \| 474,2 \| Altkirch \| Altkirch \| \| \| 477,3 \| Walheim \| Walheim \| \| \| 478,8 \| Tagolsheim \| Tagolsheim \| \| \| 479,5 \| Ill (71 m) \| Ill (71 m) \| \| \| 481,1 \| Illfurth \| Illfurth \| \| \| \| ehem. Wechsel von Links- auf Rechtsverkehr \| \| \| \| 484,0 \| Zillisheim \| Zillisheim \| \| \| 485,0 \| Flaxlanden \| Flaxlanden \| \| \| 487,5 \| Brunstatt \| Brunstatt \| \| \| 489,6 \| Hasenrain \| Hasenrain \| \| \| \| Bahnstrecke Strasbourg–Basel von Strasbourg \| \| \| \| \| \| \| \| \| 490,9 108,4 \| Mulhouse-Ville \| 241 m \| \| \| \| \| \| \| \| 109,6 \| Bahnstrecke Müllheim–Mulhouse nach Müllheim \| Bahnstrecke Müllheim–Mulhouse nach Müllheim \| \| \| \| Bahnstrecke Strasbourg–Basel nach Basel \| \| |                                                                                               |                                                                  |                                                                  |
| Strecke |                                                                                               | RER E von Haussmann – Saint-Lazare                               | RER E von Haussmann – Saint-Lazare                               |
| Strecke · Kopfbahnhof Streckenanfang | 0,0                                                                                           | Paris-Est                                                        | Paris-Est                                                        |
| Tunnelende · Strecke |                                                                                               |                                                                  |                                                                  |
| Strecke nach links · Abzweig geradeaus und von rechts | 1,5                                                                                           | Abzw. von Saint-Lazare                                           | Abzw. von Saint-Lazare                                           |
| Bahnhof |                                                                                               | Rosa Parks                                                       | Rosa Parks                                                       |
| Abzweig geradeaus und von links · Strecke von rechts | 2,5                                                                                           | Raccordement d’Est-Ceinture                                      | Raccordement d’Est-Ceinture                                      |
| Strecke quer · Kreuzung geradeaus oben · Abzweig quer und nach links | 2,6                                                                                           | Petite Ceinture                                                  | Petite Ceinture                                                  |
| Brücke über Wasserlauf | 3,2                                                                                           | Canal Saint-Denis (36 m)                                         | Canal Saint-Denis (36 m)                                         |
| Abzweig geradeaus und ehemals von links |                                                                                               | Bahnstrecke La Plaine–Pantin von La Plaine                       | Bahnstrecke La Plaine–Pantin von La Plaine                       |
| Bahnhof | 4,5                                                                                           | Pantin                                                           | Pantin                                                           |
| Brücke über Wasserlauf | 7,1                                                                                           | Canal de l’Ourcq (30 m)                                          | Canal de l’Ourcq (30 m)                                          |
| Abzweig geradeaus und von links |                                                                                               | Grande Ceinture v. Versailles-Chantiers                          | Grande Ceinture v. Versailles-Chantiers                          |
| Abzweig geradeaus und von links · Abzweig quer und von links |                                                                                               | Bahnstrecke Bobigny–Sucy-Bonneuil von Bonneuil                   | Bahnstrecke Bobigny–Sucy-Bonneuil von Bonneuil                   |
| Bahnhof | 8,9                                                                                           | Noisy-le-Sec                                                     | Noisy-le-Sec                                                     |
| Abzweig geradeaus und nach links |                                                                                               | Bahnstrecke Paris–Strasbourg nach Strasbourg                     | Bahnstrecke Paris–Strasbourg nach Strasbourg                     |
| Abzweig geradeaus und von links |                                                                                               | Abzw. Noisy-le-Sec-Nord                                          | Abzw. Noisy-le-Sec-Nord                                          |
| Haltepunkt / Haltestelle | 11,2                                                                                          | Rosny – Bois-Perrier                                             | Rosny – Bois-Perrier                                             |
| Haltepunkt / Haltestelle | 12,6                                                                                          | Rosny-sous-Bois                                                  | Rosny-sous-Bois                                                  |
| Haltepunkt / Haltestelle | 14,5                                                                                          | Val-de-Fontenay                                                  | Val-de-Fontenay                                                  |
| Kreuzung mit Tunnelstrecke |                                                                                               | RER A                                                            | RER A                                                            |
| Haltepunkt / Haltestelle | 16,2                                                                                          | Nogent – Le Perreux                                              | Nogent – Le Perreux                                              |
| Brücke über Wasserlauf | 16,9                                                                                          | Viaduc de Nogent Marne (463 m)                                   | Viaduc de Nogent Marne (463 m)                                   |
| Abzweig geradeaus und nach rechts | 17,5                                                                                          | nach Versailles-Chantiers                                        | nach Versailles-Chantiers                                        |
| Haltepunkt / Haltestelle | 18,4                                                                                          | Les Boullereaux – Champigny                                      | Les Boullereaux – Champigny                                      |
| Abzweig quer, von links und ehemals von rechts · Kreuzung geradeaus oben | 18,8                                                                                          | Bahnstrecke Bobigny–Sucy-Bonneuil n. Bobigny                     | Bahnstrecke Bobigny–Sucy-Bonneuil n. Bobigny                     |
| Strecke nach links · Abzweig geradeaus und von rechts | 20,5                                                                                          | Abzw. Bry-sur-Marne Nord                                         | Abzw. Bry-sur-Marne Nord                                         |
| Bahnhof | 20,7                                                                                          | Villiers-sur-Marne – Le Plessis-Trévise                          | Villiers-sur-Marne – Le Plessis-Trévise                          |
| Haltepunkt / Haltestelle | 23,8                                                                                          | Les Yvris – Noisy-le-Grand                                       | Les Yvris – Noisy-le-Grand                                       |
| Haltepunkt / Haltestelle | 27,2                                                                                          | Émerainville – Pontault-Combault                                 | Émerainville – Pontault-Combault                                 |
| Haltepunkt / Haltestelle | 29,8                                                                                          | Roissy-en-Brie                                                   | Roissy-en-Brie                                                   |
| Haltepunkt / Haltestelle | 34,2                                                                                          | Ozoir-la-Ferrière                                                | Ozoir-la-Ferrière                                                |
| Bahnhof | 38,3                                                                                          | Gretz-Armainvilliers                                             | Gretz-Armainvilliers                                             |
| Abzweig geradeaus und nach links |                                                                                               | Bahnstrecke Gretz-Armainvilliers–Sézanne nach Sézanne            | Bahnstrecke Gretz-Armainvilliers–Sézanne nach Sézanne            |
| Kreuzung geradeaus unten |                                                                                               | LGV Interconnexion Est                                           | LGV Interconnexion Est                                           |
| ehemaliger Haltepunkt / Haltestelle | 43,9                                                                                          | Villepatour – Presles                                            | Villepatour – Presles                                            |
| ehemaliger Haltepunkt / Haltestelle | 48,5                                                                                          | Ozouer-le-Voulgis                                                | Ozouer-le-Voulgis                                                |
| Brücke über Wasserlauf | 49,8                                                                                          | Yerres (30 m)                                                    | Yerres (30 m)                                                    |
| Abzweig geradeaus und ehemals von rechts | 52,2                                                                                          | Bahnstrecke Paris-Bastille–Marles-en-Brie von Paris-Bastille     | Bahnstrecke Paris-Bastille–Marles-en-Brie von Paris-Bastille     |
| Bahnhof | 52,4                                                                                          | Verneuil-l’Étang                                                 | Verneuil-l’Étang                                                 |
| Abzweig geradeaus und ehemals nach links |                                                                                               | Bahnstrecke Paris-Bastille-Marles-en-Brie nach Marles-en-Brie    | Bahnstrecke Paris-Bastille-Marles-en-Brie nach Marles-en-Brie    |
| Haltepunkt / Haltestelle | 58,3                                                                                          | Mormant                                                          | Mormant                                                          |
| Blockstelle | 62,4                                                                                          | Grandpuits-Bagneux                                               | Grandpuits-Bagneux                                               |
| ehemaliger Haltepunkt / Haltestelle | 64,8                                                                                          | Grandpuits                                                       | Grandpuits                                                       |
| Haltepunkt / Haltestelle | 69,3                                                                                          | Nangis                                                           | Nangis                                                           |
| ehemaliger Haltepunkt / Haltestelle | 73,2                                                                                          | Rampillon                                                        | Rampillon                                                        |
| Blockstelle | 79,7                                                                                          | Maison-Rouge-en-Brie                                             | Maison-Rouge-en-Brie                                             |
| Tunnel | 85,5                                                                                          | Tunnel des Bouchots (105 m)                                      | Tunnel des Bouchots (105 m)                                      |
| Brücke über Wasserlauf | 87,3                                                                                          | Viaduc de Besnard Voulzie (451 m)                                | Viaduc de Besnard Voulzie (451 m)                                |
| Abzweig geradeaus und von links |                                                                                               | Bahnstrecke Longueville–Esternay von Provins                     | Bahnstrecke Longueville–Esternay von Provins                     |
| Bahnhof | 88,2                                                                                          | Longueville                                                      | Longueville                                                      |
| ehemaliger Haltepunkt / Haltestelle | 93,0                                                                                          | Chalmaison                                                       | Chalmaison                                                       |
| Abzweig geradeaus und ehemals von rechts | 93,5                                                                                          | Bahnstrecke Flamboin-Gouaix–Montereau von Montereau              | Bahnstrecke Flamboin-Gouaix–Montereau von Montereau              |
| Bahnhof | 95,1                                                                                          | Flamboin-Gouaix                                                  | Flamboin-Gouaix                                                  |
| ehemaliger Haltepunkt / Haltestelle | 99,5                                                                                          | Hermé                                                            | Hermé                                                            |
| ehemaliger Haltepunkt / Haltestelle | 104,3                                                                                         | Melz                                                             | Melz                                                             |
| Brücke über Wasserlauf | 106,4                                                                                         | Resson (34 m)                                                    | Resson (34 m)                                                    |
| Bahnhof | 110,4                                                                                         | Nogent-sur-Seine                                                 | Nogent-sur-Seine                                                 |
| Brücke über Wasserlauf | 113,3                                                                                         | Pont de Bernières Seine (71 m)                                   | Pont de Bernières Seine (71 m)                                   |
| ehemaliger Haltepunkt / Haltestelle | 116,1                                                                                         | Marnay-sur-Seine                                                 | Marnay-sur-Seine                                                 |
| ehemaliger Haltepunkt / Haltestelle | 118,9                                                                                         | Pont-sur-Seine                                                   | Pont-sur-Seine                                                   |
| ehemaliger Haltepunkt / Haltestelle | 121,9                                                                                         | Crancey                                                          | Crancey                                                          |
| Abzweig geradeaus, ehemals nach links und ehemals von links | 128,0                                                                                         | Bahnstrecke Mézy–Romilly-sur-Seine von Mézy                      | Bahnstrecke Mézy–Romilly-sur-Seine von Mézy                      |
| Bahnhof | 128,7                                                                                         | Romilly-sur-Seine                                                | Romilly-sur-Seine                                                |
| Abzweig geradeaus und ehemals nach links | 131,4                                                                                         | Bahnstrecke Oiry-Mareuil–Romilly-sur-Seine nach Sézanne          | Bahnstrecke Oiry-Mareuil–Romilly-sur-Seine nach Sézanne          |
| ehemaliger Haltepunkt / Haltestelle | 133,1                                                                                         | Maizières-la-Grande-Paroisse                                     | Maizières-la-Grande-Paroisse                                     |
| Blockstelle | 138,3                                                                                         | Châtres                                                          | Châtres                                                          |
| ehemaliger Haltepunkt / Haltestelle | 140,6                                                                                         | Mesgrigny-Méry                                                   | Mesgrigny-Méry                                                   |
| ehemaliger Haltepunkt / Haltestelle | 143,4                                                                                         | Vallant-Saint-Georges                                            | Vallant-Saint-Georges                                            |
| ehemaliger Haltepunkt / Haltestelle | 147,0                                                                                         | Saint-Mesmin                                                     | Saint-Mesmin                                                     |
| ehemaliger Haltepunkt / Haltestelle | 151,2                                                                                         | Savières                                                         | Savières                                                         |
| ehemaliger Haltepunkt / Haltestelle | 154,4                                                                                         | Payns                                                            | Payns                                                            |
| ehemaliger Haltepunkt / Haltestelle | 157,4                                                                                         | Saint-Lyé                                                        | Saint-Lyé                                                        |
| ehemaliger Bahnhof | 160,7                                                                                         | Barberey-Saint-Sulpice                                           | Barberey-Saint-Sulpice                                           |
| Abzweig geradeaus, nach rechts und ehemals von rechts | 164,0                                                                                         | Bahnstrecke Coolus–Sens von Sens                                 | Bahnstrecke Coolus–Sens von Sens                                 |
| Abzweig geradeaus, nach links und ehemals von links | 164,0                                                                                         | Bahnstrecke Coolus–Sens nach Châlons                             | Bahnstrecke Coolus–Sens nach Châlons                             |
| Bahnhof | 166,1                                                                                         | Troyes                                                           | Troyes                                                           |
| Abzweig geradeaus und ehemals nach rechts | 169,8                                                                                         | Bahnstrecke Saint-Julien–Gray nach Gray                          | Bahnstrecke Saint-Julien–Gray nach Gray                          |
| Abzweig geradeaus und nach links | 169,8                                                                                         | Bahnstrecke Troyes–Brienne-le-Château n. Brienne-le-Château      | Bahnstrecke Troyes–Brienne-le-Château n. Brienne-le-Château      |
| Abzweig geradeaus und nach rechts | 170,5                                                                                         | Bahnstrecke St-Julien–St-Florentin-Vergigny nach St-Florentin    | Bahnstrecke St-Julien–St-Florentin-Vergigny nach St-Florentin    |
| ehemaliger Haltepunkt / Haltestelle | 174,7                                                                                         | Rouilly-Saint-Loup                                               | Rouilly-Saint-Loup                                               |
| ehemaliger Haltepunkt / Haltestelle | 177,6                                                                                         | Montaulin                                                        | Montaulin                                                        |
| ehemaliger Haltepunkt / Haltestelle | 181,9                                                                                         | Lusigny                                                          | Lusigny                                                          |
| ehemaliger Haltepunkt / Haltestelle | 188,4                                                                                         | Montiéramey                                                      | Montiéramey                                                      |
| ehemaliger Haltepunkt / Haltestelle | 193,0                                                                                         | La Villeneuve-au-Chêne                                           | La Villeneuve-au-Chêne                                           |
| Bahnhof | 198,9                                                                                         | Vendeuvre (Aube)                                                 | Vendeuvre (Aube)                                                 |
| ehemaliger Haltepunkt / Haltestelle | 204,7                                                                                         | Vauchonvilliers–Maison-des-Champs                                | Vauchonvilliers–Maison-des-Champs                                |
| Abzweig geradeaus und ehemals von links |                                                                                               | Bahnstrecke Jessains–Sorcy von Brienne-le-Château                | Bahnstrecke Jessains–Sorcy von Brienne-le-Château                |
| ehemaliger Bahnhof | 209,9                                                                                         | Jessains                                                         | Jessains                                                         |
| ehemaliger Haltepunkt / Haltestelle | 215,4                                                                                         | Arsonval-Jaucourt                                                | Arsonval-Jaucourt                                                |
| Bahnhof | 220,6                                                                                         | Bar-sur-Aube                                                     | Bar-sur-Aube                                                     |
| ehemaliger Haltepunkt / Haltestelle | 228,2                                                                                         | Bayel                                                            | Bayel                                                            |
| ehemaliger Haltepunkt / Haltestelle | 233,6                                                                                         | Clairvaux                                                        | Clairvaux                                                        |
| ehemaliger Haltepunkt / Haltestelle | 239,1                                                                                         | Maranville                                                       | Maranville                                                       |
| Abzweig geradeaus und ehemals von rechts |                                                                                               | Bahnstrecke Chaumont–Châtillon-sur-Seine von Châtillon           | Bahnstrecke Chaumont–Châtillon-sur-Seine von Châtillon           |
| ehemaliger Bahnhof | 249,5                                                                                         | Bricon                                                           | Bricon                                                           |
| ehemaliger Haltepunkt / Haltestelle | 256,8                                                                                         | Villiers-le-Sec                                                  | Villiers-le-Sec                                                  |
| Abzweig geradeaus, ehemals nach links und von links | 258,0                                                                                         | Bahnstrecke Blesme-Haussignémont–Chaumont von St-Dizier          | Bahnstrecke Blesme-Haussignémont–Chaumont von St-Dizier          |
| Brücke über Wasserlauf | 260,7                                                                                         | Viadukt von Chaumont (650 m)                                     | Viadukt von Chaumont (650 m)                                     |
| Bahnhof | 261,8                                                                                         | Chaumont                                                         | Chaumont                                                         |
| ehemaliger Haltepunkt / Haltestelle | 269,9                                                                                         | Luzy-sur-Marne                                                   | Luzy-sur-Marne                                                   |
| ehemaliger Haltepunkt / Haltestelle | 273,4                                                                                         | Foulain                                                          | Foulain                                                          |
| Brücke über Wasserlauf | 276,3                                                                                         | Marne (17 m)                                                     | Marne (17 m)                                                     |
| Verschwenkung von links · Verschwenkung von rechts (Strecke außer Betrieb) |                                                                                               |                                                                  |                                                                  |
| Tunnel · Tunnel (Strecke außer Betrieb) | 277,1                                                                                         | Tunnel de la Pommeraie (252 m)                                   | Tunnel de la Pommeraie (252 m)                                   |
| Brücke über Wasserlauf (Strecke außer Betrieb) | 277,5                                                                                         | Viaduc de la Pommeraie Champagne/Bourgogne (73 m)                | Viaduc de la Pommeraie Champagne/Bourgogne (73 m)                |
| Brücke über Wasserlauf (Strecke außer Betrieb) | 277,6                                                                                         | Marne (16 m)                                                     | Marne (16 m)                                                     |
| Tunnel · Tunnel (Strecke außer Betrieb) | 277,6                                                                                         | Tunnel de Marnay (263 m)                                         | Tunnel de Marnay (263 m)                                         |
| Verschwenkung nach links · Verschwenkung nach rechts (Strecke außer Betrieb) |                                                                                               |                                                                  |                                                                  |
| ehemaliger Haltepunkt / Haltestelle | 280,6                                                                                         | Vesaignes-sur-Marne                                              | Vesaignes-sur-Marne                                              |
| ehemaliger Bahnhof | 286,4                                                                                         | Rolampont                                                        | Rolampont                                                        |
| ehemaliger Haltepunkt / Haltestelle | 291,8                                                                                         | Humes                                                            | Humes                                                            |
| Brücke über Wasserlauf | 292,0                                                                                         | Marne (22 m)                                                     | Marne (22 m)                                                     |
| Brücke über Wasserlauf | 293,3                                                                                         | Marne (24 m)                                                     | Marne (24 m)                                                     |
| Dienststation / Betriebs- oder Güterbahnhof | 294,4                                                                                         | Rangierbahnhof Jorquenay                                         | Rangierbahnhof Jorquenay                                         |
| Abzweig geradeaus und ehemals von links | 295,7                                                                                         | Bahnstrecke Langres–Andilly von Andilly-en-Bassigny              | Bahnstrecke Langres–Andilly von Andilly-en-Bassigny              |
| Abzweig geradeaus und ehemals von rechts | 296,6                                                                                         | Bahnstrecke Poinson-Beneuvre–Langres v. Poinson-Beneuvre         | Bahnstrecke Poinson-Beneuvre–Langres v. Poinson-Beneuvre         |
| Bahnhof | 296,9                                                                                         | Langres                                                          | Langres                                                          |
| Brücke über Wasserlauf | 299,1                                                                                         | Marne (8 m)                                                      | Marne (8 m)                                                      |
| Brücke über Wasserlauf | 299,2                                                                                         | Canal entre Champagne et Bourgogne (24 m)                        | Canal entre Champagne et Bourgogne (24 m)                        |
| Tunnel | 303,7                                                                                         | Tunnel de Culmont (1320 m)                                       | Tunnel de Culmont (1320 m)                                       |
| Bahnhof | 307,6                                                                                         | Culmont-Chalindrey                                               | Culmont-Chalindrey                                               |
| Abzweig geradeaus und ehemals nach rechts | 307,9                                                                                         | Bahnstrecke Culmont-Chalindrey–Gray nach Gray                    | Bahnstrecke Culmont-Chalindrey–Gray nach Gray                    |
| Abzweig geradeaus, nach rechts und von rechts | 307,9                                                                                         | Bahnstrecke Is-sur-Tille–Culmont-Chalindrey von Dijon            | Bahnstrecke Is-sur-Tille–Culmont-Chalindrey von Dijon            |
| Tunnel | 310,3                                                                                         | Tunnel de Torcenay (1115 m)                                      | Tunnel de Torcenay (1115 m)                                      |
| Abzweig geradeaus und nach links | 311,6                                                                                         | Bahnstrecke Culmont-Chalindrey–Toul nach Toul                    | Bahnstrecke Culmont-Chalindrey–Toul nach Toul                    |
| ehemaliger Haltepunkt / Haltestelle | 311,8                                                                                         | Chaudenay                                                        | Chaudenay                                                        |
| Brücke über Wasserlauf | 314,5                                                                                         | Viaduc des Joncs (102 m)                                         | Viaduc des Joncs (102 m)                                         |
| ehemaliger Haltepunkt / Haltestelle | 323,4                                                                                         | Hortes                                                           | Hortes                                                           |
| Brücke über Wasserlauf | 317,2                                                                                         | Viaduc des Hortes (210 m)                                        | Viaduc des Hortes (210 m)                                        |
| Brücke über Wasserlauf | 320,6                                                                                         | Viaduc de l’Amance (33 m)                                        | Viaduc de l’Amance (33 m)                                        |
| ehemaliger Haltepunkt / Haltestelle | 323,4                                                                                         | Charmoy-Fayl-Billot                                              | Charmoy-Fayl-Billot                                              |
| ehemaliger Bahnhof | 327,6                                                                                         | La Ferté-sur-Amance                                              | La Ferté-sur-Amance                                              |
| ehemaliger Bahnhof | 335,7                                                                                         | Vitrey-Vernois                                                   | Vitrey-Vernois                                                   |
| Abzweig geradeaus und ehemals nach links | 338,7                                                                                         | Bahnstrecke Vitrey-Vernois–Bourbonne-les-Bains n. Bourbonne      | Bahnstrecke Vitrey-Vernois–Bourbonne-les-Bains n. Bourbonne      |
| ehemaliger Haltepunkt / Haltestelle | 342,6                                                                                         | Barges-Cemboing                                                  | Barges-Cemboing                                                  |
| Brücke über Wasserlauf | 343,9                                                                                         | Amance (37 m)                                                    | Amance (37 m)                                                    |
| Abzweig geradeaus, ehemals nach links und ehemals von links |                                                                                               | Bahnstrecke Jussey–Darnieulles-Uxegney nach Darnieulles          | Bahnstrecke Jussey–Darnieulles-Uxegney nach Darnieulles          |
| ehemaliger Bahnhof | 346,4                                                                                         | Jussey                                                           | Jussey                                                           |
| Brücke über Wasserlauf | 347,8                                                                                         | Saône (92 m)                                                     | Saône (92 m)                                                     |
| ehemaliger Haltepunkt / Haltestelle | 353,5                                                                                         | Montureux-lès-Baulay                                             | Montureux-lès-Baulay                                             |
| ehemalige Blockstelle |                                                                                               | Chantier de Créosotage (1938–?; Bahnschwellenbau)                | Chantier de Créosotage (1938–?; Bahnschwellenbau)                |
| Dienststation / Betriebs- oder Güterbahnhof | 360,5                                                                                         | Port-d’Atelier-Amance                                            | Port-d’Atelier-Amance                                            |
| Abzweig geradeaus und ehemals nach links |                                                                                               | Bahnstrecke Aillevillers–Port-d’Atelier-Amance nach Aillevillers | Bahnstrecke Aillevillers–Port-d’Atelier-Amance nach Aillevillers |
| Brücke über Wasserlauf | 363,6                                                                                         | Lanterne (90 m)                                                  | Lanterne (90 m)                                                  |
| ehemaliger Haltepunkt / Haltestelle | 369,1                                                                                         | Port-sur-Saône                                                   | Port-sur-Saône                                                   |
| ehemaliger Haltepunkt / Haltestelle | 372,1                                                                                         | Grattery                                                         | Grattery                                                         |
| Brücke über Wasserlauf | 375,7                                                                                         | Durgeon (50 m)                                                   | Durgeon (50 m)                                                   |
| Abzweig geradeaus, ehemals nach rechts und ehemals von rechts | 377,0                                                                                         | Bahnstrecke Vaivre–Gray von Gray                                 | Bahnstrecke Vaivre–Gray von Gray                                 |
| ehemaliger Bahnhof | 376,8                                                                                         | Vaivre                                                           | Vaivre                                                           |
| Blockstelle |                                                                                               | PSA Vesoul                                                       | PSA Vesoul                                                       |
| Bahnhof | 380,9                                                                                         | Vesoul                                                           | Vesoul                                                           |
| Abzweig geradeaus und ehemals nach rechts |                                                                                               | Bahnstrecke Besançon-Viotte–Vesoul nach Besançon                 | Bahnstrecke Besançon-Viotte–Vesoul nach Besançon                 |
| Brücke über Wasserlauf | 385,6                                                                                         | Durgeon (21 m)                                                   | Durgeon (21 m)                                                   |
| Brücke über Wasserlauf | 387,7                                                                                         | Durgeon (24 m)                                                   | Durgeon (24 m)                                                   |
| ehemaliger Haltepunkt / Haltestelle | 388,2                                                                                         | Colombier                                                        | Colombier                                                        |
| ehemaliger Haltepunkt / Haltestelle | 394,4                                                                                         | Creveney-Saulx                                                   | Creveney-Saulx                                                   |
| Tunnel | 401,4                                                                                         | Tunnel de Genevreuille (621 m)                                   | Tunnel de Genevreuille (621 m)                                   |
| ehemaliger Bahnhof | 409,4                                                                                         | Genevreuille                                                     | Genevreuille                                                     |
| Abzweig geradeaus, ehemals nach links und von links | 409,7                                                                                         | Bahnstrecke Blainville-Damelevières–Lure von Épinal              | Bahnstrecke Blainville-Damelevières–Lure von Épinal              |
| Abzweig geradeaus und von rechts | 410,0                                                                                         | Bahnstrecke Montbozon–Lure von Villersexel                       | Bahnstrecke Montbozon–Lure von Villersexel                       |
| Bahnhof | 410,9                                                                                         | Lure                                                             | Lure                                                             |
| Brücke über Wasserlauf | 413,6                                                                                         | Ognon (24 m)                                                     | Ognon (24 m)                                                     |
| Bahnhof | 421,1                                                                                         | Ronchamp                                                         | Ronchamp                                                         |
| Bahnhof | 427,2                                                                                         | Champagney                                                       | Champagney                                                       |
| Brücke über Wasserlauf | 428,3                                                                                         | Rahin (27 m)                                                     | Rahin (27 m)                                                     |
| Tunnel | 429,0                                                                                         | Tunnel de la Challière (250 m)                                   | Tunnel de la Challière (250 m)                                   |
| Bahnhof | 435,8                                                                                         | Bas-Évette                                                       | Bas-Évette                                                       |
| Abzweig geradeaus und nach links | 435,7                                                                                         | Bahnstrecke Bas-Évette–Giromagny nach Giromagny                  | Bahnstrecke Bas-Évette–Giromagny nach Giromagny                  |
| Brücke über Wasserlauf | 436,2                                                                                         | Évette (5 m)                                                     | Évette (5 m)                                                     |
| ehemaliger Haltepunkt / Haltestelle | 438,8                                                                                         | Valdoie                                                          | Valdoie                                                          |
| Haltepunkt / Haltestelle | 440,9                                                                                         | Trois-Chênes                                                     | Trois-Chênes                                                     |
| Bahnhof | 442,6                                                                                         | Belfort                                                          | Belfort                                                          |
| Abzweig geradeaus, nach rechts und von rechts |                                                                                               | Bahnstrecke Dole–Belfort nach Dole                               | Bahnstrecke Dole–Belfort nach Dole                               |
| Brücke über Wasserlauf | 443,9                                                                                         | Savoureuse (25 m)                                                | Savoureuse (25 m)                                                |
| Abzweig geradeaus und nach rechts | 444,2                                                                                         | Bahnstrecke Belfort–Delle nach Delle                             | Bahnstrecke Belfort–Delle nach Delle                             |
| Haltepunkt / Haltestelle | 448,4                                                                                         | Chèvremont                                                       | Chèvremont                                                       |
| Brücke über Wasserlauf | 451,8                                                                                         | Bourbeuse (16 m)                                                 | Bourbeuse (16 m)                                                 |
| Abzweig geradeaus und von rechts |                                                                                               | Abzw. von Petit-Croix zur LGV Rhin-Rhône                         | Abzw. von Petit-Croix zur LGV Rhin-Rhône                         |
| Haltepunkt / Haltestelle | 454,2                                                                                         | Petit-Croix                                                      | Petit-Croix                                                      |
| Grenze |                                                                                               | Frankreich / Deutschland (1871–1918)                             | Frankreich / Deutschland (1871–1918)                             |
| Haltepunkt / Haltestelle | 456,7                                                                                         | Montreux-Vieux                                                   | Montreux-Vieux                                                   |
| ehemaliger Haltepunkt / Haltestelle | 459,5                                                                                         | Valdieu                                                          | Valdieu                                                          |
| Brücke über Wasserlauf | 463,5                                                                                         | Largue (450 m)                                                   | Largue (450 m)                                                   |
| Abzweig geradeaus und ehemals von rechts |                                                                                               | Bahnstrecke Dannemarie–Pfetterhouse von Pfetterhouse             | Bahnstrecke Dannemarie–Pfetterhouse von Pfetterhouse             |
| Bahnhof | 464,9                                                                                         | Dannemarie                                                       | Dannemarie                                                       |
| Brücke über Wasserlauf | 466,0                                                                                         | Viaduc de Ballersdorf (350 m)                                    | Viaduc de Ballersdorf (350 m)                                    |
| ehemaliger Haltepunkt / Haltestelle | 467,5                                                                                         | Ballersdorf                                                      | Ballersdorf                                                      |
| Abzweig geradeaus und ehemals von rechts | 473,2                                                                                         | Bahnstrecke Altkirch–Ferrette von Ferrette                       | Bahnstrecke Altkirch–Ferrette von Ferrette                       |
| Bahnhof | 474,2                                                                                         | Altkirch                                                         | Altkirch                                                         |
| Bahnhof | 477,3                                                                                         | Walheim                                                          | Walheim                                                          |
| Bahnhof | 478,8                                                                                         | Tagolsheim                                                       | Tagolsheim                                                       |
| Brücke über Wasserlauf | 479,5                                                                                         | Ill (71 m)                                                       | Ill (71 m)                                                       |
| Bahnhof | 481,1                                                                                         | Illfurth                                                         | Illfurth                                                         |
| ehemalige Überleitstelle / Spurwechsel |                                                                                               | ehem. Wechsel von Links- auf Rechtsverkehr                       | ehem. Wechsel von Links- auf Rechtsverkehr                       |
| Haltepunkt / Haltestelle | 484,0                                                                                         | Zillisheim                                                       | Zillisheim                                                       |
| Haltepunkt / Haltestelle | 485,0                                                                                         | Flaxlanden                                                       | Flaxlanden                                                       |
| ehemaliger Haltepunkt / Haltestelle | 487,5                                                                                         | Brunstatt                                                        | Brunstatt                                                        |
| Haltepunkt / Haltestelle | 489,6                                                                                         | Hasenrain                                                        | Hasenrain                                                        |
| Abzweig geradeaus, nach links und von links |                                                                                               | Bahnstrecke Strasbourg–Basel von Strasbourg                      | Bahnstrecke Strasbourg–Basel von Strasbourg                      |
| |                                                                                               |                                                                  |                                                                  |
| Bahnhof | 490,9 108,4                                                                                   | Mulhouse-Ville                                                   | 241 m                                                            |
| |                                                                                               |                                                                  |                                                                  |
| Abzweig geradeaus und nach links | 109,6                                                                                         | Bahnstrecke Müllheim–Mulhouse nach Müllheim                      | Bahnstrecke Müllheim–Mulhouse nach Müllheim                      |
| Strecke |                                                                                               | Bahnstrecke Strasbourg–Basel nach Basel                          | Bahnstrecke Strasbourg–Basel nach Basel                          |

Die Bahnstrecke Paris–Mulhouse verbindet Paris mit Mülhausen über Troyes, Chaumont, Vesoul, Lure und Belfort. Ihr gebräuchlicher Name in der SNCF-Region Est ist Ligne 4. Sie wurde etappenweise zwischen 1856 und 1858 eröffnet.
Früher wurde diese Strecke auch vom Arlberg-Orient-Express und dem Trans-Europ-Express „L’Arbalète“ auf der Strecke Paris–Schweiz benutzt. Seit der Inbetriebnahme der LGV Est européenne hat der Personenfernverkehr stark nachgelassen.

## Geschichte
Durch Verordnung vom 17. August 1853 wurde die Compagnie du chemin de fer de Paris à Strasbourg mit dem Bau einer Bahnstrecke zwischen Paris und Mulhouse beauftragt. Die Strecke benutzte unter anderem die Bahnstrecke Montereau–Troyes auf einem längeren Abschnitt, die schon seit 1848 in Betrieb war. Die Kosten für den Bau der Strecke wurden mit 101,2 Millionen Franc veranschlagt; ein Kilometer kostete 275.000 Franc.
Die Strecke besitzt einige größere Kunstbauten: acht Viadukte, 14 große Brücken und sieben Tunnel mit einer Gesamtlänge von fast fünf Kilometern. Sie wurde in mehreren Abschnitten zwischen 1856 und 1858 eröffnet.
1871 bis 1914 verlief die deutsch-französische Grenze zwischen den Bahnhöfen Petit-Croix (französischer Grenzbahnhof) und Montreux-Vieux (deutscher Grenzbahnhof). Der in Deutschland gelegene Teil der Strecke gehörte zu den Reichseisenbahnen in Elsaß-Lothringen.
Die Schnittstelle zwischen dem aus deutscher Tradition stammenden Rechtsbetrieb und dem in Frankreich herrschenden Linksbetrieb überwand kreuzungsfrei ein Überwerfungsbauwerk zwischen den Haltepunkten Illfurt und Zillisheim.
Der Trans-Europ-Express Arbalète nahm hier am 2. Juni 1957 seinen Betrieb auf. Er verband Paris mit Zürich über Troyes und Mülhausen. Diese Verbindung wurde am 26. Mai 1979 eingestellt und durch Intercitys ersetzt.

### Elektrifizierung
Auf dem Abschnitt Culmont-Chalindrey–Abzw Chaudenay wurde am 30. Juni 1964 die Oberleitung in Betrieb genommen. Die Strecke von Belfort nach Mulhouse war ab 10. September 1970 elektrifiziert.
Ausgehend von Paris Est wurde die Strecke Anfang der 1960er-Jahre zunächst bis Noisy-le-Sec elektrifiziert. Die mit 25 kV 50 Hz versorgte Oberleitung wurde dort am 22. Juni 1962 in Betrieb genommen. Zum 13. Dezember 1973 wurde der elektrische Betrieb bis Gretz-Armainvilliers (und Tournan an der abzweigenden Strecke nach Sézanne) erweitert.
Die Elektrifizierung des etwa 128 km langen Streckenabschnitts Gretz-Armainvilliers–Troyes samt Abzweig nach Provins wurde im Contrat de plan État-région zwischen der Republik Frankreich und der Region Champagne-Ardenne, der für einen Zeitraum von jeweils sechs Jahren die Finanzierung von Großprojekten regelt, im Jahr 2000 vereinbart und 2007 bekräftigt. Der Abschluss der auf 270 Millionen Euro geschätzten Arbeiten war ursprünglich für 2016 vorgesehen, wurde jedoch in Baubeginn und ‑ausführung verzögert. Zwischen Gretz-Armainvilliers und Nogent-sur-Seine sowie auf dem Zweig nach Provins wurde die Oberleitung Anfang Juli 2022 unter Spannung gesetzt und seit 29. August 2022 genutzt. Der Abschnitt bis Troyes soll 2028 folgen.

## Streckenverlauf

### Paris – Troyes
Vom Kopfbahnhof Paris-Est aus geht es im Pariser Becken geradlinig ostwärts parallel zur Bahnstrecke Paris–Strasbourg bis Noisy-le-Sec, wo südwärts durch die Enge zwischen dem Mont Avron und dem Plateau von Romainville das Marnetal bei Nogent-sur-Marne erreicht und unmittelbar nach der Flussquerung südostwärts in die Landschaft der Brie eingefahren wird: Durch Vororte von Paris (Villiers-sur-Marne, Pontault-Combault) geht es wie durch den Forêt d'Armainvilliers über Gretz-Armainvilliers nach Presles-en-Brie, wo die LGV Interconnexion Est unmittelbar nördlich des Triangle de Coubert zur LGV Sud-Est überbrückt wird. Sehr geradlinig angelegt, wird das Yerrestal gekreuzt und über Nangis kurz ins Tal der Voulize mit dem Viadukt von Longueville südlich von Provins gelangt, um ab Gouaix das weite Seinetal als Korridor nordostwärts zu nutzen. Bis Nogent-sur-Seine nördlich des Flusses, dann südlich davon angelegt, knickt die Landschaftsfurche östlich von Romilly-sur-Seine nach Südosten ab und führt die Bahnstrecke geradewegs nach Troyes in der Champagne crayeuse (Kreidechampagne). Hier beginnt auch die Bahnstrecke Troyes–Brienne-le-Château.

### Troyes – Langres
Der weite Talboden der Seine wird nun nordostwärts hinein parallel zum Canal de la Morge in den Naturpark Forêt d’Orient hinein verlassen, um den Lac d’Orient südlich zu umfahren. An Vendeuvre-sur-Barse vorbei wird das Tal der Aube und damit die Westabdachung des Plateau von Langres erreicht. Wieder in der weiten Niederung sehr geradlinig angelegt, geht es über Bar-sur-Aube bei Clairvaux ostwärts hinein in das Tal der Aujon, dann einen ihrer Seitenarme entlang (Le Brauzé) bis Bricon: Hier zweigte früher die Strecke nach Châtillon-sur-Seine ab. Über das Viadukt von Chaumont geht es dann, nach Aufnahme der Bahnstrecke Blesme-Haussignémont–Chaumont, nicht nur in die Stadt Chaumont, sondern von dieser auch südwärts ins Marnetal hinab. Diesem wird nun hauptsächlich linksufrig, also an der westlichen Talseite, bis Langres gefolgt.

### Langres – Belfort
Im Tal der Marne am Fuße von Langres wird das ansteigende Areal des Plateau von Langres im 1,3 Kilometer langen Tunnel von Culmont verlassen und in das Einzugsgebiet der Saône eingetreten. Bei Chalindrey bestehen dabei großzügig angelegte Verknüpfungen mit der Bahnstrecke nach Is-sur-Tille und weiter nach Dijon sowie – nach Passage des Tunnels von Torcenay – der Bahnstrecke nach Toul. Im weiteren Verlauf wird ostwärts in das Tal der Amance und damit in die historische Franche-Comté übergegangen. Das Saônetal wird südostwärts ab Jussey genutzt, bei Port-sur-Saône allerdings eine Geländeschwelle in das Becken von Vesoul und damit das Tal des Durgeon hinein passiert. Lure im Tal des Ognon wird dann, unter Passage des Beckens von Saulx und Unterfahrung eines Geländerückens im Tunnel de Genevreuille, erschlossen. Damit sind nun die Vogesen an ihrem Südsaum erreicht: Nach Übertritt ins Tal des Rahin – hier wird auch Ronchamp mit seiner weltberühmten Kirche Notre-Dame-du-Haut von Le Corbusier tangiert – nördlich des Naturparks Ballons des Vosges nutzt die Trasse unter Durchtunnelung einer weiteren Geländeschwelle das Becken des Lac du Malsaucy, um Belfort im Tal der Savoureuse zu erreichen.

### Belfort – Mulhouse
In Belfort, in der Burgundischen Pforte gelegen, fädeln die Bahnstrecke nach Dole und die Bahnstrecke Belfort–Delle aus, während unsere Bahnstrecke ostwärts über eine sanfte Höhenzunge und Seitenbachtäler bei Montreux-Château ins Tal der Bourbeuse parallel zum Rhein-Rhône-Kanal eintritt. Hier fädelt auch die LGV Rhin-Rhône ein, der Kanal wird weiter westlich an seinem Kulminationspunkt in Valdieu-Lutran südwärts überbrückt und im Gegensatz zur Wasserstraße, die nach der Wasserscheide zum Rhein in die Furche der Largue hinein gebaut wurde, strebt die Trasse der Bahn südlich davon durch das Juravorland hindurch direkt dem Tal der Ill zu, das sie bei Carspach erreicht und dem sie weiter geradlinig, ab Illfurth wieder zusammen mit dem Kanal, bis nach Mülhausen im Rheintal folgt. Hier besteht Anschluss an die Bahnstrecke Strasbourg–Basel und nach Müllheim.

## Betrieb
Die Höchstgeschwindigkeit beträgt auf weiten Strecken zwischen 140 km/h und 160 km/h. Viele kleinere Bahnhöfe wurden geschlossen.

### Fernverkehr
Bis zur Inbetriebnahme der LGV Est européenne am 9. Juni 2007 wurden direkte Fernzüge der SNCF zwischen Paris und Basel SBB über die Ligne 4 geführt. Anschließend endeten die noch auf der Strecke verbliebenen Fernzüge in Züge in Mulhouse oder teilweise schon in Belfort. Da die schnellste Verbindung von Basel und Mulhouse seither über Straßburg führt, wurde das Fernzugangebot über die Ligne 4 zugleich deutlich eingeschränkt. Nach der Eröffnung der LGV Rhin-Rhône im Jahr 2011 wurden die durchgehenden Fernverbindungen auf den Abschnitt Paris–Belfort gekürzt.
Im November 2016 vereinbarten die vier beteiligten Regionen, sich am Betrieb der Fernzüge zu beteiligen. 2017 wurden die bisher eingesetzten Fahrzeuge, CC-72100-Diesellokomotiven und Corail-Wagen, durch Alstom-Coradia-Liner-Triebwagen ersetzt. Zudem wurden wieder Verbindungen über Belfort hinaus bis Mulhouse angeboten. Seit 1. September 2018 werden die Fahrten nicht mehr als Zuggattung Intercités, sondern als TER geführt.
Im Fahrplan 2023 werden wochentags drei Fernzugpaare Paris–Mulhouse und zwei weitere bis Belfort angeboten, am Wochenende etwas weniger. Zudem wird wöchentlich ein Fernzug Paris–Vittel (freitags nach Vittel, sonntags nach Paris) über die Strecke geführt.

### Regionalverkehr
Der Regionalverkehr sieht wie folgt aus:
- die RER E von Paris (über den Bahnhof Magenta) nach Gretz-Armainvilliers (und weiter nach Tournan);
- der Transilien P Sud von Paris-Est über, jedoch ohne Halt in, Gretz-Armainvilliers (mit Abzweig nach Coulommiers) nach Longueville und Provins;
- die TER Grand Est von Paris nach Culmont-Chalindrey;
- die TER Grand Est von Belfort nach Mülhausen;
- die TER Franche-Comté von Culmont-Chalindrey nach Vesoul mit Bussen;
- die TER Franche-Comté von Vesoul nach Belfort;

Seit Eröffnung des ersten Abschnitts der LGV Rhin-Rhône im Dezember 2011 nutzen die TGV-Züge einen Teil der Strecke Paris–Mulhouse mit. Dies hatte als Folge, dass drei Haltepunkte (Valdieu, Ballersdorf und Brunstatt) geschlossen werden mussten, weil sonst die Fahrzeit der TER zu lang gewesen wäre. Eine Wiedereröffnung ist erst mit Inbetriebnahme des zweiten Abschnittes des Ostastes der LGV Rhin-Rhône in Sicht.

## Galerie

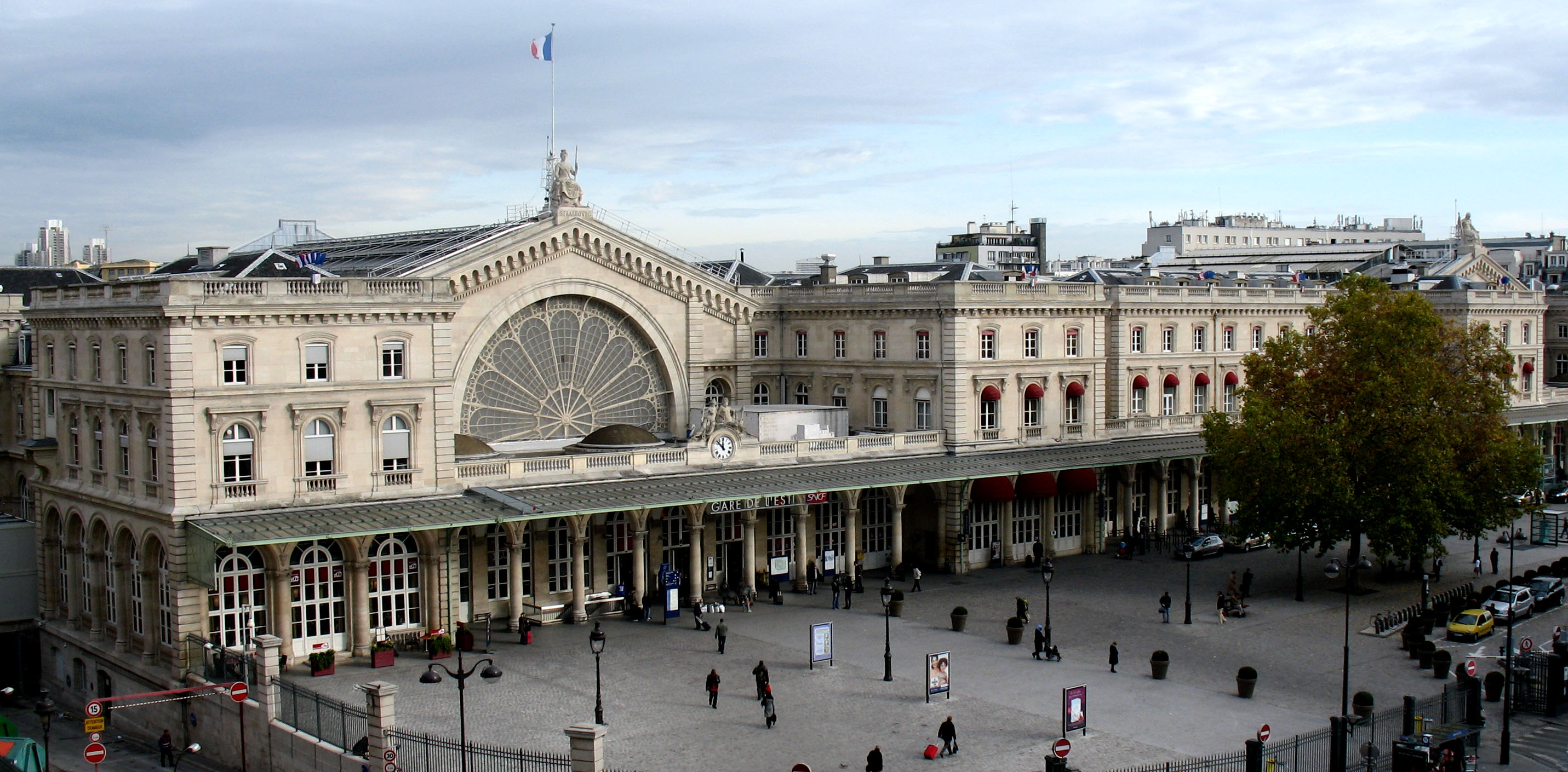
Bahnhof Gare de l’Est in Paris; Hauptfassade zur Rue du 8.Mai 1945
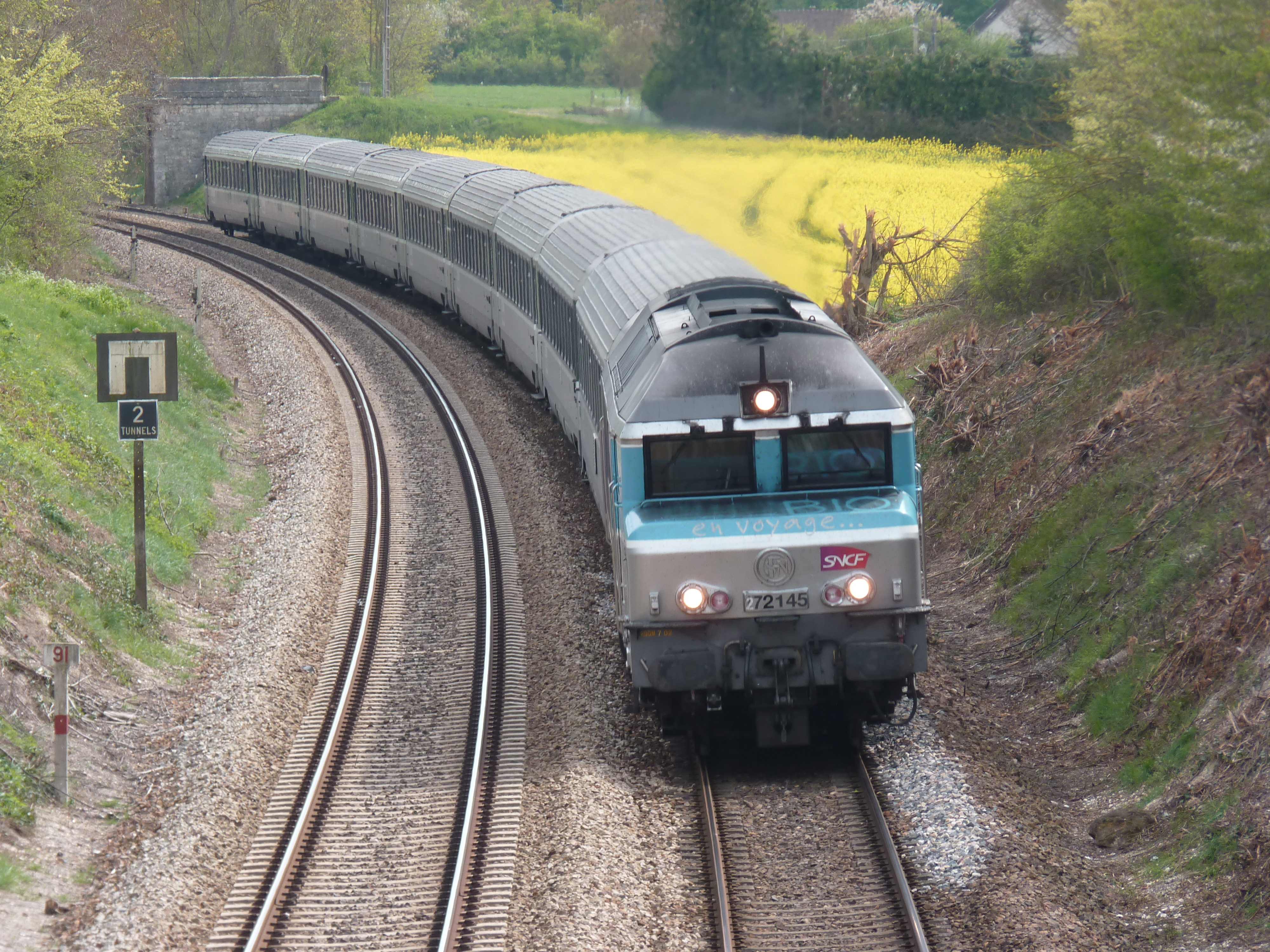
CC 72145 vor einem Intercités nach Paris bei Chalmaison etwa bei Streckenkilometer 91, Blickrichtung Südosten
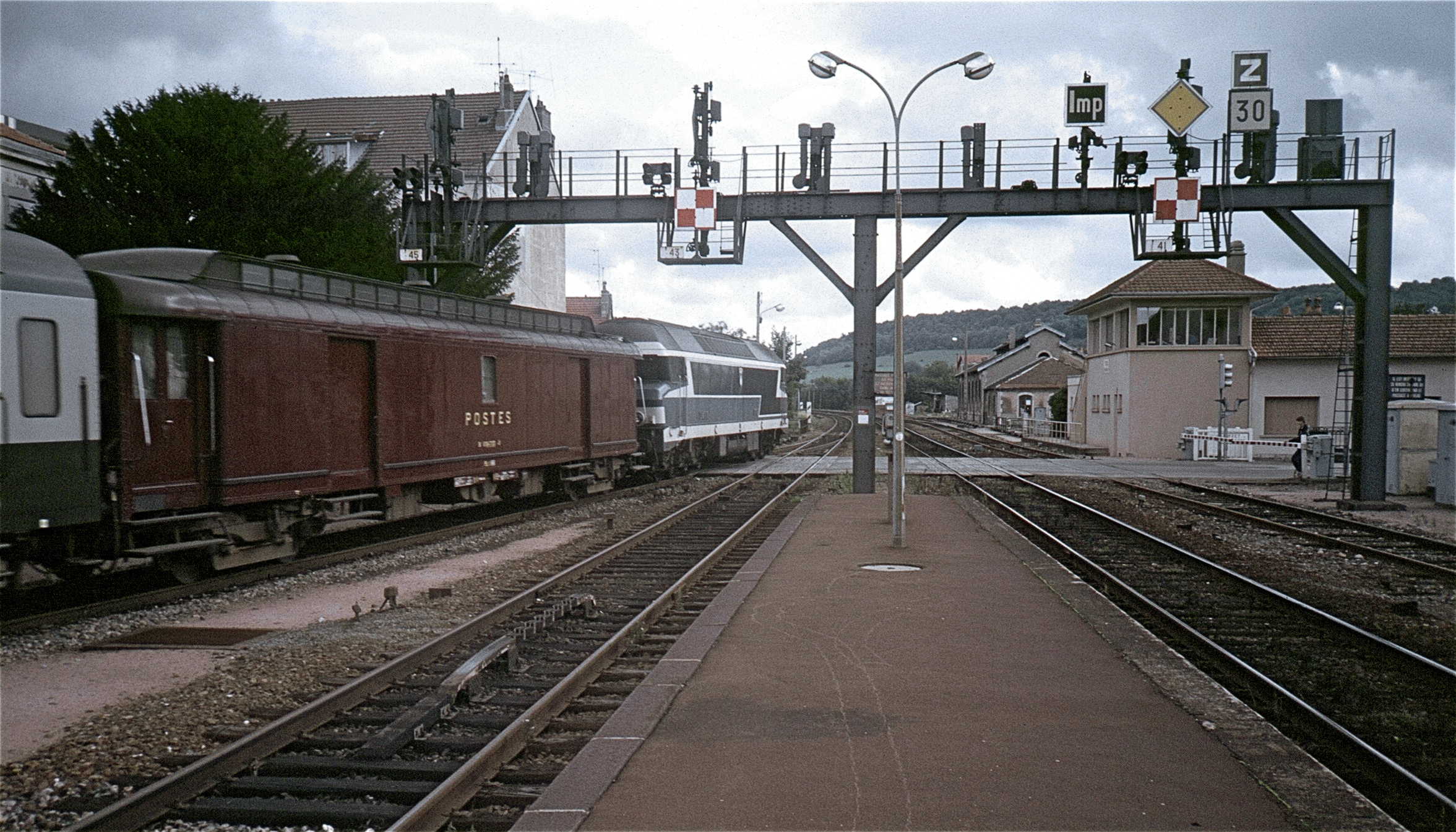
Schnellzug nach Mulhouse mit CC 72082 bei der Ausfahrt aus dem Bahnhof Vesoul, 1987
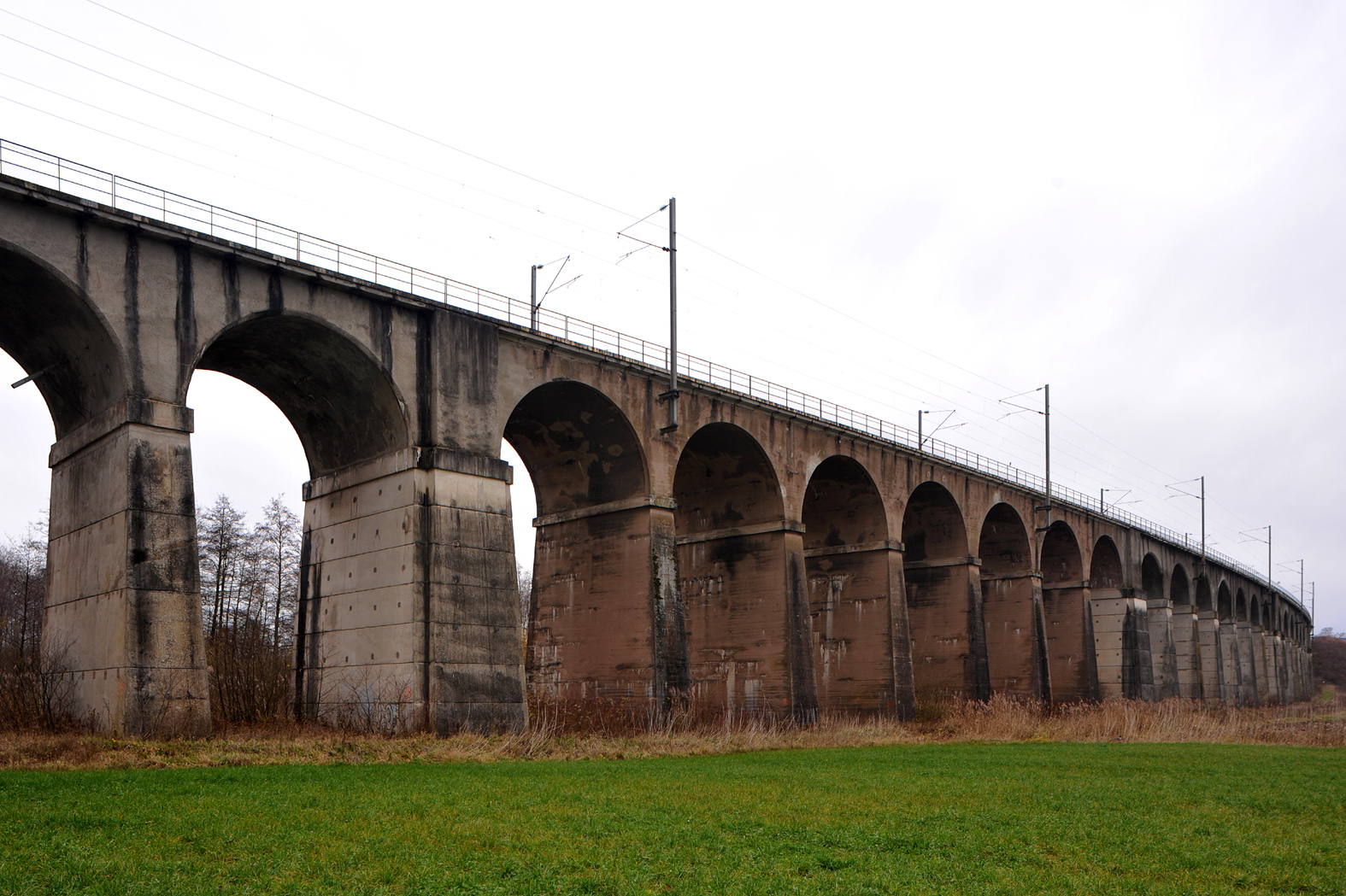
Viadukt Ballersdorf, Blickrichtung Südwesten
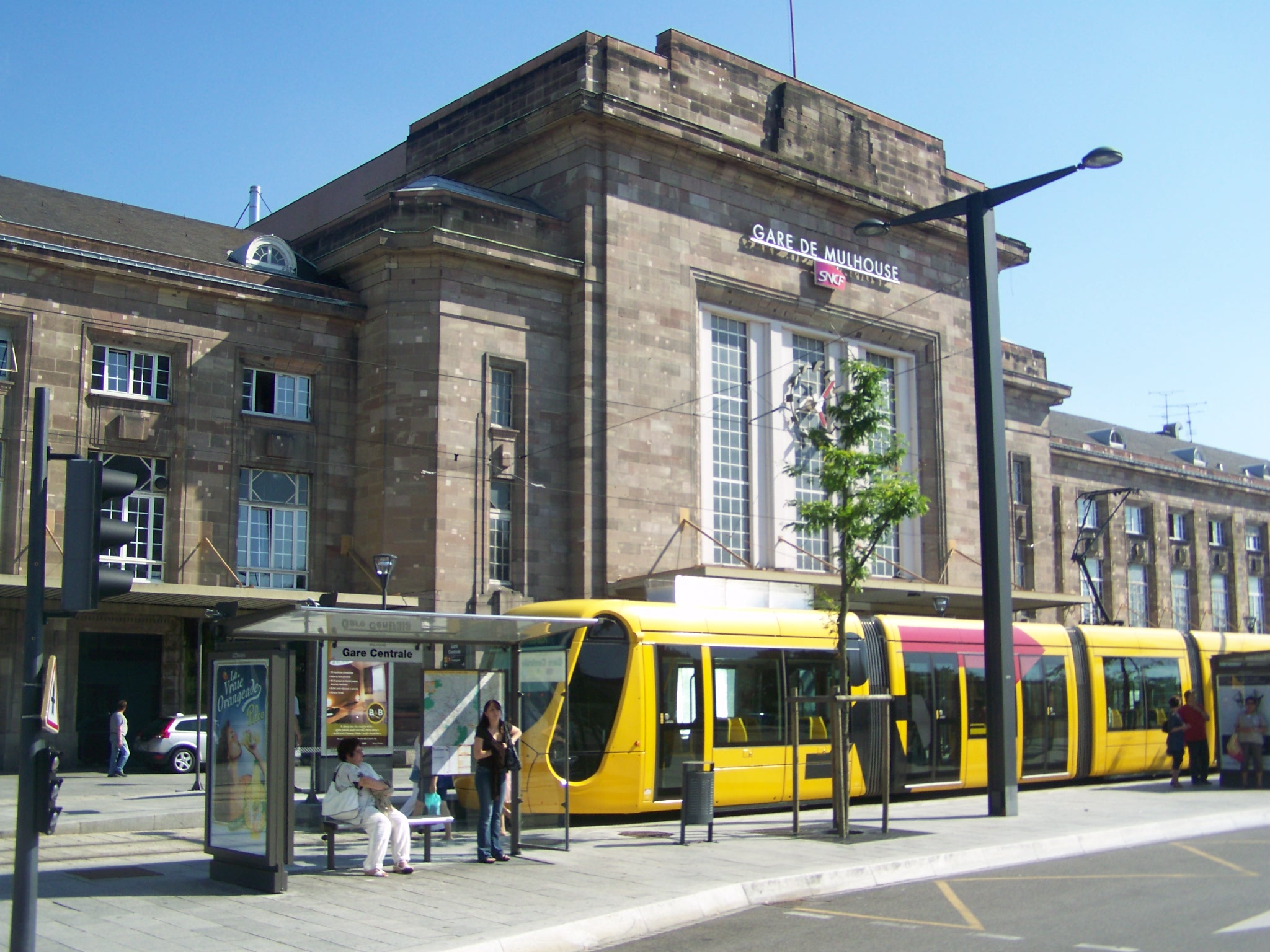
Bahnhof Mulhouse-Ville, Hauptfassade zum Rhein-Rhone-Kanal hin